# Domafalva (Ukrajna)
Domafalva (ukránul: Домашин) település Ukrajnában, Kárpátalján, az Ungvári járásban.

## Fekvése
Nagybereznától északkeletre, az Ung folyó jobbpartján futó út közelében, Sóslak és Csontos közti bekötőúton érhető el.

## Története
Domafalva nevét 1582-ben említette először oklevél Domasina néven.
1910-ben 389 lakosából 4 magyar, 14 német, 371 ruszin volt. Ebből 375 görögkatolikus, 14 izraelita volt. A trianoni békeszerződés előtt Ung vármegye Nagybereznai járásához tartozott.

## Népesség
| 2001 | 507 |

A népesség anyanyelv szerinti megoszlása a teljes népesség %-ában (2001)